# روبرت برنس
روبرت برنس (بالإنجليزية: Robert Prince)‏ هو عسكري أمريكي، ولد في 1920 في سياتل في الولايات المتحدة، وتوفي في 2009 في بورت تاونسند في الولايات المتحدة.